# Keechaka Vadham
Keechaka Vadham (nella scrittura tamil: கீசக வதம்; reso graficamente anche come Keechak Vadham, Keechakavadha e noto altresì con i titoli alternativi Keechak Vatham e Keechakavatham; lett. "Lo sterminio di Keechaka") è un film muto in bianco e nero diretto, prodotto, montato e fotografato da R. Nataraja Mudaliar, alla sua prima esperienza cinematografica.
Fu il primo lungometraggio realizzato nell'India meridionale e, poiché il cast era composto da attori del popolo tamil, è considerato anche il primo film Tamil della storia. Venne girato in cinque settimane presso la casa di produzione del regista, l'India Film Company.
La sceneggiatura, scritta da C. Rangavadivelu, si basa su un episodio del libro Viraṭā parvan dell'epopea indù di Vyāsa Mahābhārata, incentrato sui tentativi di Keechaka di corteggiare Draupadi. I due personaggi vennero interpretati rispettivamente da Raju Mudaliar e Jeevarathnam.
Distribuito alla fine degli anni dieci del Novecento, Keechaka Vadham ebbe un certo successo commerciale e fu accolto positivamente dalla critica, tanto che Nataraja Mudaliar decise di inaugurare una serie di film mitologici realizzati sulla sua falsariga; essi gettarono le basi per l'industria del cinema dell'India meridionale e portarono il loro autore a essere riconosciuto come «il padre del cinema tamil» e come una fonte d'ispirazione per numerosi altri registi, tra cui Raghupathi Surya Prakasa e J. C. Daniel. L'opera è considerata perduta, in quanto non si conosce alcuna sua copia in pellicola sopravvissuta.

## Trama

Illustrazione tratta dal Viraṭā parvan: una cromolitografia di Raja Ravi Varma (circa 1890), Draupadi, travestita da Sairandhri, subisce le avances di Keechaka

Essendo perduta la pellicola, non esiste una descrizione precisa della sceneggiatura di Keechaka Vadham. È però accertato che Nataraja Mudaliar si ispirò fedelmente all'episodio raccontato nel secondo libro del Viraṭā parvan, il quarto canto del Mahābhārata attribuito a Vyāsa, ben noto al pubblico indiano. Intitolato in sanscrito कीचकवधपर्वा (Kīcakavadha parva), letteralmente in italiano "Il libro dell'omicidio di Kichaka", racconta la seguente storia:
Nel loro tredicesimo anno di esilio, Draupadi e i suoi cinque mariti, i Pandava, si nascondono nel regno di Virata. Ella si traveste da domestica al servizio della regina Sudeshna, con il nome di Sairandhri, mentre gli altri ottengono vari incarichi alla corte del re. Kichaka, comandante dell'esercito e fratellastro della sovrana, la nota negli appartamenti regali e cerca di sedurla, ma lei lo respinge sostenendo di essere già sposata.
Kichaka chiede quindi aiuto a Sudeshna, la quale quello stesso giorno ordina a Sairandhri di recarsi da lui con il pretesto di offrirgli dell'idromele. Durante il viaggio, la fanciulla è in lacrime e invoca la protezione divina. L'uomo la insegue con assiduità, vince le sue resistenze e la prende per mano. Lei si libera ma, mentre fugge nella camera del consiglio, egli la raggiunge, la getta a terra e la colpisce con un piede davanti ai suoi mariti Yudhishthira e Bhima; questi non possono far altro che guardare inermi, poiché intervenendo rischierebbero di essere scoperti.
Una volta calata la sera, Draupadi va da Bhima per supplicarlo di vendicare il suo onore disprezzato. Il marito le consiglia allora di convincere Kichaka a raggiungerla la notte seguente nel padiglione della danza, a quell'ora sempre deserto. La donna riesce nell'intento e quando il comandante in capo, agghindato e rapito dal desiderio, giunge nel salone, si imbatte in Bhima, in preda alla rabbia. I due ingaggiano un combattimento all'ultimo sangue, in cui il Pandava ha la meglio, smembrando l'avversario e trasformandolo in una palla di carne informe. Alla vista del cadavere, i 105 fratelli di Kichaka, gli Upakichaka, accusano Draupadi e decidono di bruciarla viva sulla pira funeraria assieme a lui. Le richieste di aiuto della sfortunata donna allertano Bhima che si precipita e li uccide tutti prontamente.

## Produzione

### Sviluppo

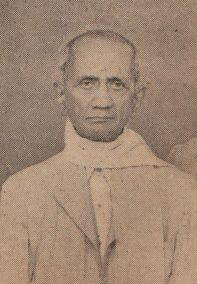
Pammal Sambandha Mudaliar (qui nell'aprile 1951), colui che consigliò a Mudaliar di girare Keechaka Vadham

All'inizio degli anni dieci, R. Nataraja Mudaliar, proprietario di una concessionaria d'auto a Madras (che nel 1966 assunse l'odierno nome di Chennai), sviluppò un certo interesse nel «miracolo delle immagini in movimento» e nel cinema mitologico dopo aver visto il film mitologico del 1913 di Dadasaheb Phalke Raja Harishchandra al Gaiety. Il saggista Stephen Hughes crede che questo evento, seppur probabile, non possa aver avuto luogo in quella città, perché la prima proiezione nel sud dell'India del lungometraggio risalirebbe al 1919, durante un tour promozionale del regista Dhundiraj Govind Phalke. Sta di fatto però che dopo quell'esperienza Nataraja Mudaliar decise di apprendere i rudimenti di regia e tecnica fotografica da Stewart Smith, un direttore della fotografia inglese residente a Poona che aveva lavorato in alcuni documentari che raccontavano il governatorato del viceré dell'India Lord Curzon, in carica dal 1899 al 1905. Egli acquistò una fotocamera Williamson 35 mm e una stampante ottica per 1800 ₹ (nel 1917 13 ₹ equivalevano ad 1 $) da Marudappa Moopanar, un facoltoso proprietario terriero di Thanjavur che era anche fotografo e aveva filmato le cerimonie di incoronazione di Giorgio V nel 1911, e nel 1915 fondò l'India Film Company (convertendo, secondo lo storico Pradeep Madhavan, i locali della sua società di distribuzione automobilistica), una delle prime case cinematografiche indiane, aprendo, con l'aiuto di soci in affari ed investitori, uno studio a Miller's Road nel quartiere residenziale e commerciale di Purasawalkam, in un edificio in precedenza noto come Tower House.
A Nataraja Mudaliar venne suggerito dall'amico drammaturgo e attore teatrale Pammal Sambandha Mudaliar di trasporre la vicenda di Draupadi e Keechaka narrata nel segmento Viraṭā parvan del poema epico indù Mahabharata. Alcuni dei suoi parenti si opposero, ritenendo che fosse inappropriata per il suo debutto nel mondo del cinema, ma Sambandha Mudaliar lo convinse a procedere con la realizzazione del film, poiché il pubblico conosceva la storia. L'avvocato C. Rangavadivelu, un altro amico intimo del regista, lo aiutò scrivendo la sceneggiatura, dato che egli non era uno scrittore di professione e in più un attore dilettante, gravitante attorno al teatro amatoriale di Madras, elitario e sofisticato (laddove quello professionistico era popolare e ritenuto volgare). I dipinti di Raja Ravi Varma furono la principale fonte d'ispirazione per la messa in scena. Come interpreti principali vennero ingaggiati Raju Mudaliar e Jeevarathnam, che vestirono rispettivamente i panni di Keechaka e Draupadi.

### Riprese
Keechaka Vadham ebbe un budget di 35000 ₹ (corrispondenti a circa 2700 $ del 1917), abbastanza elevato per quei tempi, considerato che di norma per una produzione cinematografica venivano stanziati non più di 15000 ₹. Sono incerti sia il periodo dell'inizio della lavorazione si quello delle riprese: Nataraja Mudaliar affermò di aver cominciato a girare circa nel 1916, ma lo storico S. Muthiah riporta che la produzione partì nel 1917 e furono necessari 35 giorni per completare le scene, mentre Pradeep Madhavan dell'Hindu Tamil Thisai stimò che il film venne girato nel corso di 37 giorni.
Mudaliar importò uno stock di pellicole da Londra con l'aiuto di un inglese chiamato Carpenter, impiegato presso la divisione di Bombay dell'azienda di tecnologia fotografica Kodak. Lo storico cinematografico Randor Guy riportò nel suo saggio del 1997 Starlight Starbright: The Early Tamil Cinema che un sottile pezzo di stoffa bianca venne usato come soffitto per le riprese, in grado di filtrare la luce del sole e di proiettarla sul pavimento. Rangavadivelu era abituato a interpretare personaggi femminili per il Suguna Vilasa Sabha e utilizzò questa sua esperienza per allenare gli attori sul set. Nataraja Mudaliar stesso si occupò anche della produzione, della fotografia e del montaggio, assistito solo da Jagannatha Achari, un amico attore che si era formato a Pune con Francis Stewart.
Il film venne girato con una velocità di 16 fotogrammi al secondo, standard per un film muto, presso l'India Film Company, con didascalie in inglese, tamil e hindi. Le prime vennero scritte dal regista, con l'assistenza dello zio M. R. Gurusamy Mudaliar, e dal professore del Pachaiyappa's College Thiruvenkataswamy Mudaliar, mentre le ultime due rispettivamente da Sambandha Mudaliar e Devdas Gandhi, ultimo figlio del Mahatma Gandhi.
Secondo Guy, Nataraja Mudaliar stabilì un laboratorio a Bangalore per processare i negativi, poiché non v'era possibilità a Madras: egli infatti reputava che il clima più fresco della città «sarebbe stato gentile con la sua pellicola esposta»; ogni fine settimana quindi si recava in quel locale, dato in gestione all'assistente Narayanaswami Achari, per montare il girato, per poi fare ritorno il lunedì mattina sul set e continuare le riprese. La lunghezza finale della bobina di era di 1800 m: andando a 16 fotogrammi al secondo, la durata approssimativa di Keechaka Vadham sarebbe stata di circa 100 minuti.

## Distribuzione, accoglienza ed influenza culturale

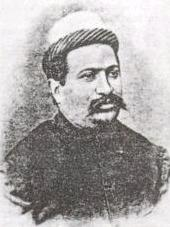
Jamshedji Framji Madan, uno dei pochi noti distributori di Keechaka Vadham

Keechaka Vadham debuttò nei cinema presumibilmente subito dopo la fine della lavorazione, all'inizio del 1917. Più proiezioni avvennero all'Elphinstone Theatre di Madras nel 1918; un anno dopo il film venne visto al Majestic di Bombay nel 1919, grazie a Ardeshir Irani, e venne distribuito in altri territori dell'Impero anglo-indiano, come Bengala (da Jamshedji Framji Madan), Burma, Ceylon, gli Stati malesi federati, Singapore e città lontane come Karachi e Rangoon. L'incasso complessivo fu di 50000 ₹ (equivalenti a 3850 $ del 1917), con un guadagno di 15000 ₹ (1155 $), considerato un «buon profitto in quei tempi». Nel 1936 il The Mail ricordò che «il film non fu un completo successo»; l'autore Firoze Rangoonwalla nel 2003 notò però che un recensore di quel periodico lo accolse positivamente: «È stato preparato con grande cura e sta attirando il tutto esaurito». Guy sottolineò che con il successo di critica e commerciale, Nataraja Mudaliar «ha fatto la storia». Poiché tuttavia pare che nessuna copia della pellicola sia sopravvissuta, il film risulta perduto; nel 2007 Randor Guy ipotizzò che una replica poteva essere conservata negli archivi della fondazione Eastman Kodak a Rochester.
Keechaka Vadham fu il primo lungometraggio in India e il primo del cinema Tamil; il suo successo spinse Nataraja Mudaliar a realizzare una serie di pellicole simili: la prima, Draupadi Vastrapaharanam (1918), fu girata negli stessi set e sempre con Raju Mudaliar come protagonista maschile, laddove per la controparte femminile venne ingaggiata Violet Barry, un'attrice inglese. Ad esso seguirono altri quattro film mitologici, Lava Kusa (1919), Shiva Leela (1919), Rukmini Satyabhama (1922) e Mahi Ravana (1923), che, oltre a fondare l'industria cinematografia dell'India meridionale, fecero sì che il suo autore venisse considerato «il padre del cinema Tamil». Mudaliar si ritirò dal cinema nel 1923 dopo che un incendio uccise suo figlio e distrusse la sua casa di produzione. Il suo lavoro ispirò registi come Raghupathi Surya Prakasa, figlio di Raghupathi Venkaiah Naidu e J. C. Daniel.